# Lacepedeinseln
Die Lacepedeinseln sind eine aus vier kleinen Inseln bestehende Inselkette vor der Nordwestküste Australiens (150 km nördlich von Broome in Western Australia). Die Inseln bilden heute ein Naturreservat.

## Geographie
Die Inselgruppe liegt mit East Island gut 20 Kilometer vor der Küste der Dampier-Halbinsel und ist von dieser durch den Lacepede Channel getrennt. Sie erstreckt sich über 12 Kilometer von Südosten nach Nordwesten. Die Gesamtfläche der Inseln beläuft sich auf 165 Hektar. Andere Quellen nennen 180,2 bzw. 162,9 Hektar.
Die einzelnen Inseln sind:
1. East Island (3,5 ha)
2. Sandy Island (7,94 ha)
3. Middle Island (60,9 ha)
4. West Island (90,6 ha)

East Island ist die kleinste der vier Inseln, weist aber einen Leuchtturm East Island Lighthouse auf, der den Lacepede Channel sichert.
Verwaltungsmäßig gehört die Inselgruppe ebenso wie der Großteil der Dampier-Halbinsel zur Broome Shire.

## Geschichte
Die aus Sand und Korallenschutt auf einem Korallenriff bestehenden Inseln wurden 1801 von dem französischen Forschungsreisenden Nicolas Baudin entdeckt und nach dem französischen Naturforscher Bernard Germain Lacépède benannt, dessen Sohn die Expedition als Naturforscher begleitete.

## Tierwelt
Auf den West- und Middle Islands befindet sich eine der größten Brutkolonien von Brauntölpeln (Sula leucogaster) und Arielfregattvögeln (Fregata ariel) des Indischen Ozeans. Auf der Westinsel gibt es noch eine Bucht, Lagoon Creek, mit einem ausgedehnten Watt, welches wandernde Watvögel und Seeschwalben anlockt.
Hier lebende Vogelarten sind:
- Zügelseeschwalbe (Sterna anaethetus)
- Noddiseeschwalbe (Anous stolidus)
- Rüppellseeschwalbe (Sterna bengalensis)
- Rosenseeschwalbe (Sterna dougallii)
- Raubseeschwalbe (Sterna caspia)
- Zwergseeschwalbe (Sterna albifrons)
- Pelikane
- Elsterscharbe (Phalacrocorax varius)

Im Oktober beginnt die Paarungszeit der Suppenschildkröte (Chelonia mydas) in den Gewässern um die Westinsel. Mit Beginn der feuchten Jahreszeit legen die Weibchen ihre Eier ab. An den Inseln lebt die größte westaustralische Kolonie der Suppenschildkröten.

In kleineren Zahlen gibt es auch Gelege der Wallriffschildkröte (Natator depressus) auf den Inseln.
Die vielen Seevögel haben größere Mengen Guano hinterlassen, die in der Zeit von 1850 bis 1870 durch US-Amerikaner ausgebeutet wurden. Von den USA wurden auch Ansprüche (wohl nach dem Guano Islands Act) auf die Inseln selber erhoben, die jedoch auf eine Reklamation seitens der westaustralischen Regierung hin fallengelassen wurden.